# David Amess
David Anthony Andrew Amess (Plaistow, 26 maart 1952 – Leigh-on-Sea, 15 oktober 2021) was een Brits politicus. Amess was lid van het Lagerhuis voor het kiesdistrict Southend West van 1997 tot zijn dood in 2021. Van 1983 tot 1997 zat hij in het Lagerhuis voor het kiesdistrict Basildon. Amess was lid van de Conservative Party.
Op 15 oktober 2021 werd Amess doodgestoken tijdens een bijeenkomst met inwoners uit zijn kiesdistrict in Leigh-on-Sea. De dader Ali Harbi Ali was volgens de politie een islamitisch terrorist.

## Biografie
Amess werd in 1952 geboren in Plaistow in het graafschap Essex en studeerde economie en bestuurskunde aan de universiteit van Bournemouth. 

### Politieke carrière
In 1982 werd hij verkozen als raadslid in Redbridge. In 1983 kwam hij in het Lagerhuis als MP (Member of Parliament) voor het kiesdistrict Basildon. Hij bleef tot 1986 raadslid in Redbridge. In 1997 werd hij MP voor Southend West, welke functie hij bleef vervullen tot zijn dood in 2021.
In 2015 werd hij geridderd tot Knight Bachelor voor zijn langdurige politieke werkzaamheden en mocht hij zich Sir noemen.

### Standpunten
Amess was een enthousiast aanhanger van Margaret Thatcher. Hij stemde in 2013 tegen militaire interventie in de Syrische Burgeroorlog, terwijl hij in 2003 voor de invasie van Irak had gestemd, waar hij later spijt van kreeg. Hij was een tegenstander van de Islamitische regering van Iran en steunde de tegenstanders ervan.
Amess was een voorstander van de doodstraf en tegenstander van abortus en uitbreiding van homorechten. Hij zette zich in voor dierenrechten en was voor het verbod op de vossenjacht. Hij was een fervent euroscepticus en voorstander van Brexit.

### Overlijden
Op 15 oktober 2021 hield Amess zijn periodieke 'constituency surgery' (spreekuur voor mensen uit zijn kiesdistrict) in de Belfairs Methodist Church in Leigh-on-Sea. Rond het middaguur liep een man de kerk binnen die begon in te steken op Amess, die vier uur later aan zijn verwondingen bezweek.
De aangehouden verdachte van de moord was een 25-jarige Brit van Somalische afkomst genaamd Ali Harbi Ali, die voorheen niet bekend was bij de veiligheidsdiensten, maar wel een antiradicaliseringsprogramma had doorlopen. Hij handelde alleen. Het motief was volgens de Britse politie islamitisch terrorisme. Op 11 april 2022 werd Ali schuldig bevonden aan moord en terrorisme en veroordeeld tot levenslang.
De Britse premier Boris Johnson, Labour-leider Keir Starmer en andere hoogwaardigheidsbekleders bezochten de kerk waar de steekpartij plaatsvond en legden daar bloemen neer. Samen met de moord op Labour-MP Jo Cox bij een 'constituency surgery' in juni 2016 heeft deze gebeurtenis in het VK een discussie over de veiligheid van politici op gang gebracht.

### Privé
Amess was getrouwd en had vijf kinderen, onder wie de actrice Katie Amess. Hij was een belijdend katholiek.

## Eerbetoon
- In oktober 2021 werd bekendgemaakt dat aan Southend-on-Sea, Amess' kiesdistrict, de stadsstatus zou worden toegekend om zijn nagedachtenis te eren.[9]
- Een jaar na Amess' dood hielden politici een herdenkingsbijeenkomst in Southend-on-Sea, waarbij een herinneringsboom werd geplant.
- Een elektrische trein op de Pier van Southend werd in 2022 vernoemd naar Sir David Amess.